# Glamočko polje
Glamočko polje je prostrana i dosta zatvorena krška ravnica na zapadu BiH koja se izdužila pravcem SZ-JI za oko 45 km. Polje je najšire, 12 km, u svom središnjem dijelu na pravcu Glamoč - Podgreda. Najuže je između Vidimlija i Osoja gdje su se planinske strane, koje ga uokviruju, približile na samo 700 m.

## Poveznice
- BiH
- Glamoč
- Livanjsko polje
- Duvanjsko polje